# Carlos Lemos
Carlos Andrés Lemos Romaña (* 3. Juni 1988 in Vigía del Fuerte) ist ein kolumbianischer Leichtathlet, der vor allem im 400-Meter-Lauf an den Start geht.

## Sportliche Laufbahn
Erste internationale Erfahrungen sammelte Carlos Lemos im Jahr 2013, als er bei den Südamerikameisterschaften in Cartagena in 46,78 s den vierten Platz über 400 Meter belegte und mit der kolumbianischen 4-mal-400-Meter-Staffel in 3:06,25 min die Silbermedaille hinter dem Team aus Brasilien gewann. Anschließend siegte er in 3:05,43 min mit der Staffel bei den Juegos Bolivarianos in Trujillo. Im Jahr darauf nahm er an den Südamerikaspielen in Santiago de Chile teil und belegte dort in 47,07 s den siebten Platz über 400 Meter und gewann im Staffelbewerb in 3:10,15 min die Bronzemedaille hinter den Teams aus Brasilien und Venezuela. Anschließend erreichte er beim Panamerikanischen Sportfestival in Mexiko-Stadt nach 45,71 s Rang sechs und auch bei den Zentralamerika- und Karibikspielen in Xalapa wurde er in 46,64 s Sechster. Zudem gewann er dort in 3:02,52 min die Bronzemedaille hinter den Teams aus Kuba und Venezuela. Bei den IAAF World Relays 2015 auf den Bahamas schied er mit 3:06,48 min im Vorlauf der 4-mal-400-Meter-Staffel aus. Anschließend belegte er bei den Südamerikameisterschaften in Lima in 46,29 s den vierten Platz und gewann mit der 4-mal-100-Meter-Staffel in 40,80 s die Bronzemedaille hinter Ecuador und Venezuela. Im Jahr darauf schied er bei den Ibero-Amerikanischen Meisterschaften in Rio de Janeiro mit 46,28 s in der Vorrunde über 400 Meter aus, siegte aber in 3:01,88 min in der 4-mal-400-Meter-Staffel. Anschließend nahm er mit der Staffel an den Olympischen Spielen ebendort teil und verpasste dort mit 3:01,84 min den Finaleinzug.
Nach zwei Jahren Wettkampfpause startete er 2019 bei den Militärweltspielen in Wuhan und schied dort in beiden Staffelbewerben in der Vorrunde aus. 2021 erreichte er dann bei den Südamerikameisterschaften in Guayaquil das Finale über 400 Meter, konnte dort aber nicht mehr an den Start gehen.
2021 wurde Lemos kolumbianischer Meister im 400-Meter-Lauf.

## Persönliche Bestleistungen
- 200 Meter: 21,59 s (+0,1 m/s), 31. Mai 2014 in Medellín
- 400 Meter: 45,71 s, 16. August 2014 in Mexiko-Stadt